# Adiantum variopinnatum
Adiantum variopinnatum är en kantbräkenväxtart som beskrevs av Jermy och T. G.Walker. Adiantum variopinnatum ingår i släktet Adiantum och familjen Pteridaceae. Inga underarter finns listade.